# Ocellularia amplior
Ocellularia amplior är en lavart som först beskrevs av William Nylander och som fick sitt nu gällande namn av Karl Martin Redinger. 
Ocellularia amplior ingår i släktet Ocellularia och familjen Graphidaceae. Inga underarter finns listade i Catalogue of Life.